# Moderní pětiboj na letních olympijských hrách
Moderní pětiboj je na Letních olympijských hrách nepřetržitě od roku 1912. Soutěž pro ženy byla zařazena až od roku 2000.
Moderní pětiboj je sportovní soutěž, která byla vytvořena speciálně pro letní olympijské hry zakladatelem moderních her, baronem Pierrem de Coubertinem v roce 1912.
Moderní pětiboj se skládá z pěti sportovních disciplín.
- Šerm – kord
- Plavání – 200 metrů volný způsob
- Parkur na koni
- Kombinace střelby a běhu:
  - Běh na 4 × 800 m
  - Střelba z laserové pistole 4x5 terčů

## Přehled
| Disciplína       | 12 | 20 | 24 | 28 | 32 | 36 | 48 | 52 | 56 | 60 | 64 | 68 | 72 | 76 | 80 | 84 | 88 | 92 | 96 | 00 | 04 | 08 | 12 | 16 | 20 | Rok |
| ---------------- | -- | -- | -- | -- | -- | -- | -- | -- | -- | -- | -- | -- | -- | -- | -- | -- | -- | -- | -- | -- | -- | -- | -- | -- | -- | --- |
| Muži jednotlivci | •  | •  | •  | •  | •  | •  | •  | •  | •  | •  | •  | •  | •  | •  | •  | •  | •  | •  | •  | •  | •  | •  | •  | •  | •  | 25  |
| Muži družstvo    |    |    |    |    |    |    |    | •  | •  | •  | •  | •  | •  | •  | •  | •  | •  | •  |    |    |    |    |    |    |    | 11  |
| Ženy jednotlivci |    |    |    |    |    |    |    |    |    |    |    |    |    |    |    |    |    |    |    | •  | •  | •  | •  | •  | •  | 6   |
| Celkem disciplín | 1  | 1  | 1  | 1  | 1  | 1  | 1  | 2  | 2  | 2  | 2  | 2  | 2  | 2  | 2  | 2  | 2  | 2  | 1  | 2  | 2  | 2  | 2  | 2  | 2  | 42  |

## Československá a česká stopa v moderním pětiboji
| Pořadí | Olympionik         | Zlato    | Stříbro  | Bronz    | Celkem |
| ------ | ------------------ | -------- | -------- | -------- | ------ |
| 1.     | David Svoboda      | LOH 2012 | 0        | 0        | 1      |
| 2.     | Jiří Adam          | 0        | LOH 1976 | 0        | 1      |
| 3.     | Jan Bártů          | 0        | LOH 1976 | LOH 1976 | 2      |
| 4.     | Bohumil Starnovský | 0        | LOH 1976 | 0        | 1      |
| 5.     | Libor Capalini     | 0        | 0        | LOH 2004 | 1      |
| Celkem | Celkem             | 1        | 3        | 2        | 6      |